# Scolopendra cingulata
Scolopendra cingulata är en mångfotingart som beskrevs av Pierre André Latreille 1829.
Scolopendra cingulata ingår i släktet Scolopendra och familjen Scolopendridae. Inga underarter finns listade i Catalogue of Life.

## Bildgalleri

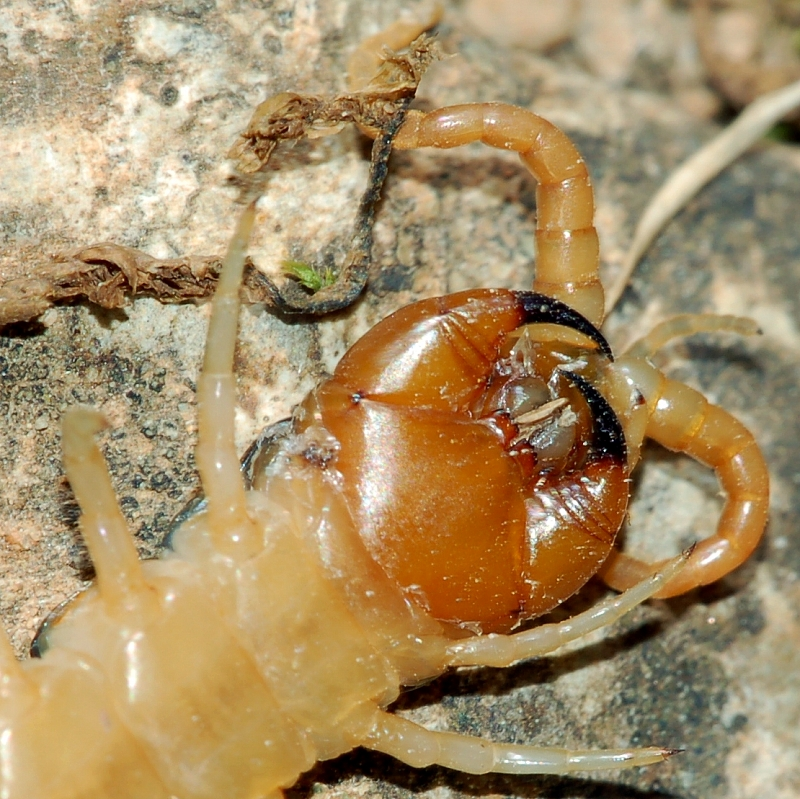
Undersidan av huvudet, med framträdande mandibler (käkar).
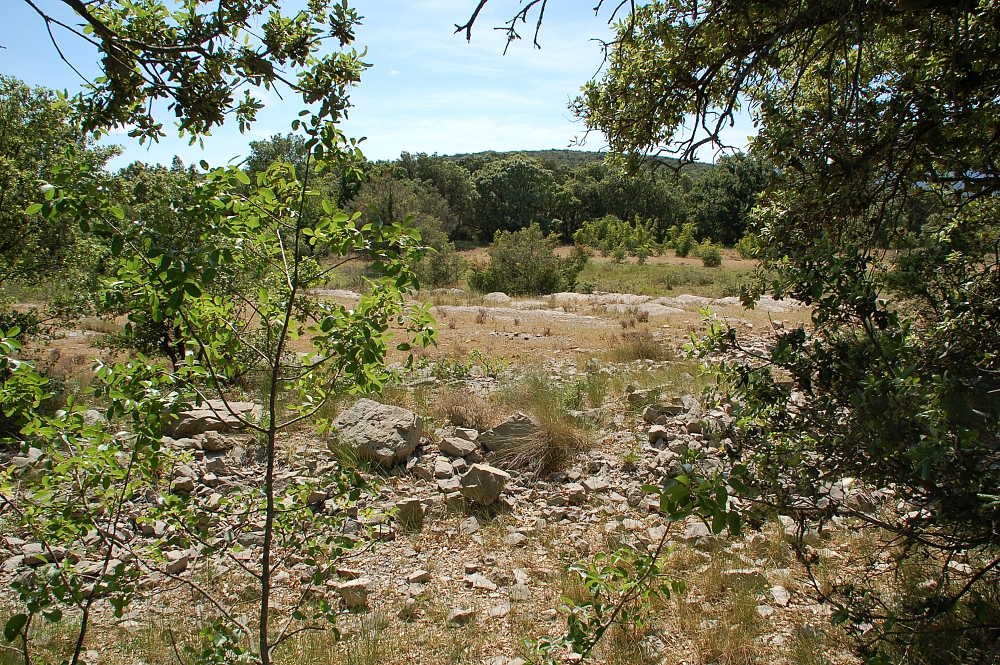
Naturlig biotop i Languedoc-Roussillon i Frankrike.
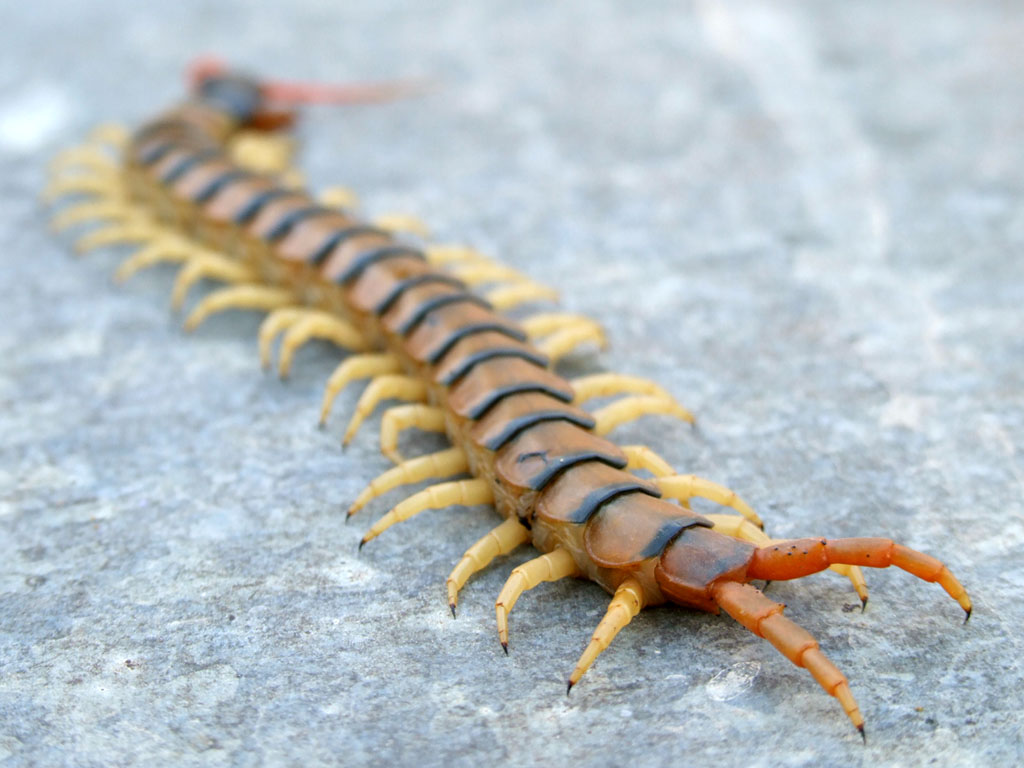
Scolopendra cingulata, vuxet exemplar.
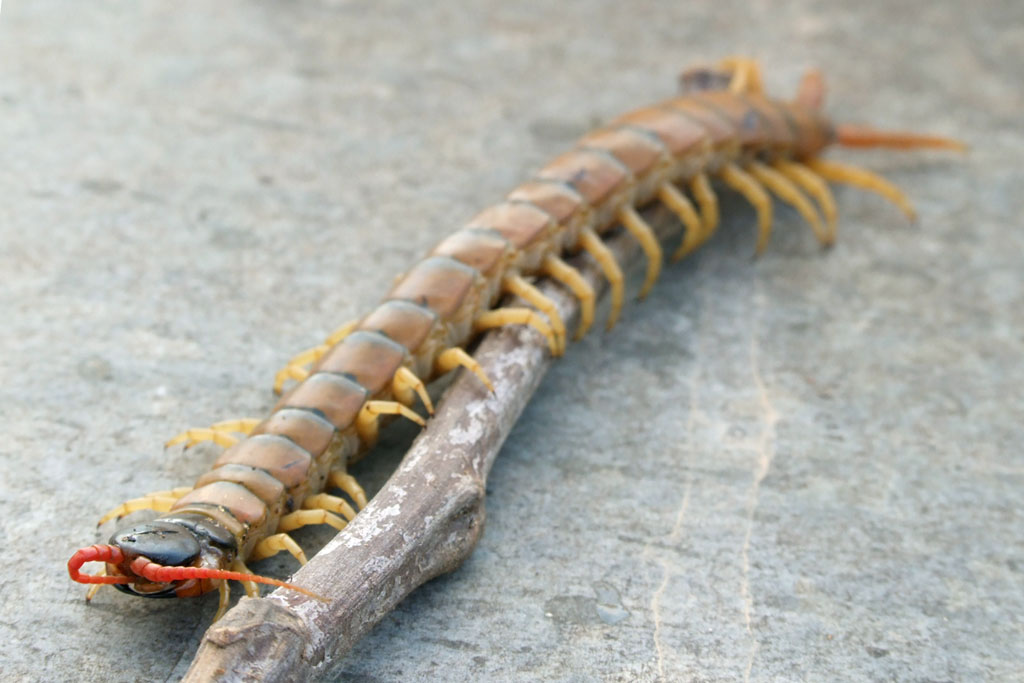
Scolopendra cingulata, vuxet exemplar.